# Władimir Mieńszykow
Władimir Aleksandrowicz Mieńszykow, ros. Владимир Александрович Меньшиков (ur. 13 października 1920 w Moskwie; zm. 1998 tamże) – rosyjski piłkarz, zawodnik bandy, hokeista, trener piłkarski i hokejowy.

## Kariera zawodnika bandy
Występował w klubach Dinamo Moskwa (1935-1937), Spartak Moskwa (1937-1938), ODO Chabarowsk (1939-1946) i CSKA Moskwa (1946-1953).

## Kariera hokejowa
W latach 1946–1952 bronił barw hokejowej drużyny CDKA Moskwa.

## Kariera piłkarska
W 1946 rozpoczął karierę piłkarską w klubie CDKA Moskwa, w którym zakończył karierę piłkarza w roku 1948.

## Kariera trenerska
Po zakończeniu kariery zawodnika rozpoczął pracę szkoleniowca.
Jako trener hokeju na lodzie pracował w latach 1953-1959 w CDKA Moskwa (grający trener), 1959-1962 w CDKA Moskwa (starszy trener), 1954-1957 w reprezentacji ZSRR (asystent), 1973-1977 w Wympieł Koroliow (starszy trener).
Jako trener piłki nożnej pracował w latach 1963-1965 reprezentacją Grupy Wojsk Radzieckich w Niemczech (asystent), 1967-1968 w SKA Kijów (starszy trener).
Jako trener hokeju na trawie pracował w latach 1977-1980 w kobiecej drużynie Spartaka Moskwa, a potem reprezentacji ZSRR i Kołos Boryspol.
W 1998 zmarł w Moskwie w wieku 80 lat.

## Sukcesy i odznaczenia

### Sukcesy piłkarskie
- mistrz ZSRR: 1946, 1947

### Sukcesy hokejowe
- mistrz ZSRR: 1948, 1949, 1950
- wicemistrz ZSRR: 1947, 1952, 1953
- finalista Pucharu ZSRR: 1953

### Sukcesy trenerskie w bandy
- mistrz ZSRR: 1954, 1955, 1957
- wicemistrz ZSRR: 1956, 1958
- brązowy medalista Mistrzostw ZSRR: 1959
- mistrz świata: 1957

### Sukcesy trenerskie w hokeju na trawie wśród kobiet
- mistrz ZSRR: 1983, 1985
- wicemistrz ZSRR: 1979, 1980, 1984, 1986

### Sukcesy trenerskie w piłce nożnej
- brązowy medalista Drugiej Grupy Klasy A ZSRR: 1967

### Odznaczenia
- tytuł Zasłużonego Trenera ZSRR: